# Danièle Thompson
Danièle Thompson (Mônaco, 3 de janeiro de 1942) é uma cineasta e roteirista monegasca.
Em 2010, ele assinou com Isabelle Adjani, Paul Auster, Isabelle Huppert, Milan Kundera, Salman Rushdie, Mathilde Seigner e Jean-Pierre Thiollet uma petição a favor da libertação de Roman Polański .